# キリアイ
キリアイ（錐合、学名：Calidris falcinellus）は、チドリ目シギ科に分類される鳥類の一種である。以前はキリアイ属（Limicola）に分類されていたが、最近の研究でオバシギ属（Calidris）に分類された。

## 分布
スカンジナビア半島やロシアの北極圏で繁殖し、冬期はアフリカ東北部や、中東、東南アジア、オーストラリア北部に渡って越冬する。
日本では旅鳥として春と秋の渡りの途中に飛来する。かつては大群が見られたこともあったが、近年は小規模の群れが観察されるだけで渡来数は多くない。特に春の渡りの時に渡来することは稀で、日本において冬羽を見る機会は少ない。

## 形態
体長約16cm。嘴は黒色で幅が広く、頭部に長さよりも長く長くて先端部は下にわずかに曲がっている。
成鳥夏羽は、背や肩羽が黒褐色で白色や赤褐色の羽縁がある。背には黄白色のV字斑がある。眉斑は白く、目の先で二つに分かれる。顔から腹にかけての体の下面は白く、顔から胸にかけて黒褐色の縦斑がある。成鳥冬羽は、体の上面が灰褐色になり、体の下面の縦斑の色も淡くなる。
雌雄同色である。

## 生態
非繁殖期には、干潟や河口、砂浜、水田等に生息する。日本では、ハマシギやトウネンの群れに混じって行動していることが多い。繁殖期は、ツンドラや湿地に生息する。
水辺を歩き回りながら、主に貝類や甲殻類を捕食する。
繁殖期は6-7月で、地上に営巣する。雄が複数作った巣の中から雌が気に入ったものを選び、普通4卵を産む。抱卵日数は20-22日で雌雄で抱卵するが、育雛は雌が行う。
日本で聞かれる鳴き声は、「ビュール」「ジュール」など。少し濁った声である。

## 亜種
以下の亜種が存在する。
- Calidris falcinellus falcinellus
- Calidris falcinellus sibirica キリアイ

## 画像

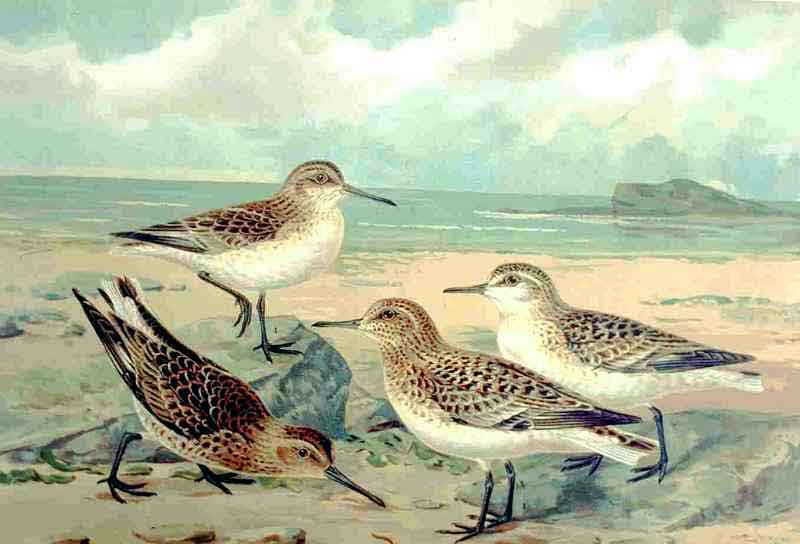
キリアイ（左）